# Juraj Slafkovský
Juraj Slafkovský (ur. 30 marca 2004 w Koszycach) – słowacki hokeista, reprezentant Słowacji, olimpijczyk.

## Kariera
- HC Košice U16 (2017-2018)
- HC Košice U18 (2017-2018)
- RB Hockey Academy U18 (2018)
- HK Hradec Králové U16 (2018-2019)
- HK Hradec Králové U18 (2018-2019)
- TPS U16 (2019)
- TPS U18 (2019-2020)
- TPS U20 (2019-)
- TPS (2021-2022)
- Montreal Canadiens (2022-)

Wychowanek klubu HC Košice w rodzinnym mieście. Mając niespełna 15 lat wyjechał z kraju by kontynuować rozwój sportowy. W sezonie 2017/2018 grał w jego zespołach juniorskich do lat 16 i do lat 18. Następnie w sezonie 2018/2019 występował w austriackim zespole w lidze Erste Bank Juniors League (EBJL), a potem w drużynach juniorskich z Hradec Králové. W 2019 został zawodnikiem fińskiego klubu TPS i od tego czasu grał w jego ekipach juniorskich do lat 16, do lat 18 i do lat 20, a w sezonie Liiga (2021/2022) podjął występy w drużynie seniorskiej.
Podczas NHL Entry Draft 2022 w dniach 7–8 lipca tego roku został wybrany z numerem 1 przez kanadyjski klub Montreal Canadiens. Kilka dni potem ogłoszono, że podpisano z nim trzyletni kontrakt wstępujący do NHL.
W kadrach juniorskich kraju uczestniczył w turniejach mistrzostw świata do lat 20 edycji 2021, 2022. W kadrze seniorskiej uczestniczył w turniejach mistrzostw świata edycji 2021, 2022, zimowych igrzysk olimpijskich 2022.

## Sukcesy
Reprezentacyjne
- Brązowy medal zimowych igrzysk olimpijskich: 2022

Indywidualne
- Hokej na lodzie na Zimowych Igrzyskach Olimpijskich 2022 – turniej mężczyzn:
  - Zwycięski gol w meczu grupowym Słowacja - Łotwa 5:2[4]
  - Dwa gole, w tym zwycięski, w meczu o brązowy medal Słowacja - Szwecja 4:0[5]
  - Pierwsze miejsce w klasyfikacji strzelców turnieju: 7 goli[6]
  - Pierwsze miejsce w klasyfikacji kanadyjskiej turnieju: 7 punktów[7]
  - Skład gwiazd turnieju
  - Najbardziej Wartościowy Zawodnik (MVP) turnieju[8]